# Live in New York City (DVD Natashy Bedingfield)
Live in New York City to DVD wydane przez brytyjską wokalistkę pop Natashę Bedingfield dnia 21 listopada 2006. DVD ukazuje koncert artystki zarejestrowany w Nokia Theatre, w Nowym Jorku.

## Lista utworów
1. "If You're Gonna..."
2. "Frogs and Princes"
3. "These Words"
4. "We're all Mad"
5. "I Bruise Easily"
6. "Drop Me in the Middle"/"I'm a Bomb"
7. "Peace of Me"
8. "The Scientist"
9. "Size Matters"
10. "Silent Movie"
11. "Single"
12. "Wild Horses"
13. "Unwritten"